# Dunlop Cry Baby

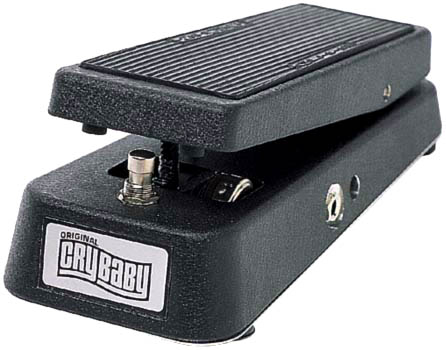
Pedal Wah wah Cry Baby original.

O Dunlop Cry Baby é um popular wah-wah, fabricado pela Dunlop. Foi inventado em 1966 por Brad Plunkett enquanto trabalhava na Thomas Organ Company. O nome Cry Baby era do pedal original do qual foi copiado, o Cry Baby Thomas Organ/Vox wah-wah. Thomas Organ/Vox Wah-wah, deixando-o aberto para a Dunlop. Mais recentemente, Dunlop fabricados os pedais Vox sob licença, embora isso já não é o caso.
O referido wah-wah efeito foi originalmente destinados a imitar o tom chorando supor que um trompete em surdina produzido, mas se tornou uma ferramenta expressiva em sua própria maneira.Foi, e é, utilizada quando um guitarrista está solando, ou ser usado para criar um "Wacka Wacka-"  Funk ritmo/estilo.
CryBaby é um dos wah-wah's mais populares do mundo, foi e é usado por muitos guitarristas que fizeram historia no mundo da guitarra como: Jimi Hendrix, Eric Clapton, Joe Satriani, Slash, Jerry Cantrell, John Petrucci, Andy Timmons, Adrian Smith, John Mayer, Zakk Wylde, Tom Morello e Richie Faulkner. Seu nome é uma onomatopeia que faz referência ao som produzido.

## Ligaçõex externas
- Cry Baby Wah no site oficial da jimdunlop.com